# Married to Order
Married to Order é um curta-metragem mudo norte-americano de 1920, do gênero comédia, com o ator cômico Oliver Hardy. Impressões do filme sobrevivem.

## Elenco
- Rosemary Theby - Rose
- Oliver Hardy - (como Babe Hardy)
- Charley Chase
- Leo White
- Bud Ross - Car Salesman (como Budd Ross)